# Hyrtios arenosus
Hyrtios arenosus är en svampdjursart som först beskrevs av Thiele 1905.  Hyrtios arenosus ingår i släktet Hyrtios och familjen Thorectidae. Inga underarter finns listade i Catalogue of Life.